# Валайское сельское поселение
Валайское се́льское поселе́ние — упразднённое муниципальное образование в Чердынском районе Пермского края Российской Федерации, существовавшее в 2004 — 2015 годах. Административный центр — посёлок Валай.

## История
Статус и границы сельского поселения установлены Законом Пермской области от 10 ноября 2004 года № 1735—355 «Об утверждении границ и о наделении статусом муниципальных образований Чердынского района Пермского края»
В марте 2015 года власти Чердынского района обратились в краевое заксобрание с предложением укрупнить Ныробское городское поселение за счет включения в его состав Валайского и Колвинского сельских поселений, мотивируя это тем, что численность населения Валайского и Верхне-Колвинского сельских поселений в связи с закрытием располагавшихся в них ранее учреждений ГУФСИН сокращается, жители, получая сертификаты по федеральной программе «Жилище», массово выезжают в другие территории края и России. По их прогнозам в Верхне-Колвинском поселении останется максимум 20-30 человек, а на Валае с закрытием колонии-поселения останется лишь вахтовый участок, поэтому предложено переподчинить их Ныробу, в котором проживает 5,5 тыс. человек.
Законом Пермского края от 8 июня 2015 года № 497-ПК, в результате объединения Валайского сельского поселения, Колвинского сельского поселения и Ныробского городского поселения было образовано новое муниципальное образование — Ныробское городское поселение с административным центром в рабочем посёлке Ныроб.

## Население
| 2010 | 2012  | 2013  | 2014  | 2015  |
| ---- | ----- | ----- | ----- | ----- |
| 1272 | ↘1241 | ↘1215 | ↘1172 | ↘1062 |

На данный момент население 0 

## Состав сельского поселения
| № | Населённый пункт | Тип населённого пункта          | Население |
| - | ---------------- | ------------------------------- | --------- |
| 1 | Валай            | посёлок, административный центр | 1093      |
| 2 | Вижай            | посёлок                         | 179       |